# Kilsyth, Australien
Kilsyth är en del av en befolkad plats i Australien. Den ligger i kommunen Yarra Ranges och delstaten Victoria, omkring 31 kilometer öster om delstatshuvudstaden Melbourne. Antalet invånare är 10 043.
Runt Kilsyth är det tätbefolkat, med 286 invånare per kvadratkilometer.. Närmaste större samhälle är Rowville, omkring 17 kilometer sydväst om Kilsyth.
I omgivningarna runt Kilsyth växer i huvudsak städsegrön lövskog. Genomsnittlig årsnederbörd är 1 244 millimeter. Den regnigaste månaden är juli, med i genomsnitt 140 mm nederbörd, och den torraste är januari, med 49 mm nederbörd.